# تناجر أخضر معدني
تناجر أخضر معدني (الاسم العلمي: Tangara labradorides)، هو نوع من الطيور يتبع فصيلة التناجر ضمن رتبة العصفوريات.